# شاقة الغريب

تعديل مصدري - تعديل

شاقة الغريب هي إحدى قرى عزلة أحور بمديرية أحور التابعة لمحافظة أبين، بلغ تعداد سكانها 44 نسمة حسب تعداد اليمن لعام 2004.